# Hämmelsmarsch
La Hämmelsmarsch (en français : la marche des moutons) est une musique traditionnelle luxembourgeoise. Elle est principalement jouée au Grand-Duché de Luxembourg et dans le Pays d'Arlon en Belgique.
En général, l'harmonie locale la joue en se rendant à la kermesse. Anciennement, des moutons étaient emmenés avec lors du déplacement (d'où le nom), mais ceux-ci ont quasiment disparu.
La Hämmelsmarsch est une source importante de revenus pour l'harmonie car elle effectue souvent une collecte à cette occasion.
Extrait de l'Hämmelsmarch 

## Le texte de Michel Lentz (en luxembourgeois)
Strophe 1
'T as Kiirmesdag an eng Gei jéngt muerges an der Gaass,

'T jäitzt eng Clarnett an 't brommt eng schaddreg Baass,

An d'Hämmel gin derbei mat Bänn a Flettschen un,

Blénkeg zënne Plettlen an der Rei sin hannendrun,

Sin hannendrun;
An d'Kanner loossen hire Kaffi ston

Fir deene schéinen Hämmel nozegon

Wou d'Musek as, déi spillt sou lëschteg d'Gaassen an,

Fir bei all grouss Hären an der Stad hir Ronn ze man,

Hir Ronn ze man.
Strophe 2
D'Leit si gebotzt an si hun hir schéinste Kleeder un,

D'Kamäiner dämpen, d'Kächen, déi sinn drun,

d'Pan an der Fuesend, déi ass nët esou geplot,

Well et ass haut nët genoch mat engem Hämmelsbrot,

A mat Zalot.
An aus der Friemd sinn d'Lëtzebuurger do,

Op d'Kiirmes kommen si vu wäit an no,

'T as aus der Heemecht keen, a wir en iwer d'Mier,

Op de Schuebersonndeg, 't ass gewëss, dann denkt ën hier,

Dann denkt ën hier.
Strophe 3
Hun d'Hämmel dann d'Musikanten d'Neipuert ausgeleet,

Mam Fouermeeschter voll Gléckséilegkeet,

Da sëtzen d'Leit um Dësch mat hire Kirmesgescht,

d'Tell're klënken, jiddereen, deen deet sei meescht, sei bescht,

Sei meescht, sei bescht.
D'Gemitlechkeet, déi schenkt en d'Glieser aan,

An d'Lëschtegkeet, déi blénkt aus allen Aan,

De Quetschekoch, dee schmaacht wéi de beschte Bond,

D'Fra vum Haus as frou, well alle Mënsch e gutt huet fond,

E gutt huet fond.
Strophe 4
An d'Schuebermëss, déi ass dann an hirem volle Glanz;

D'Trompett an d'Gei déi ruffe bei den Danz;

Grouss Schëlter op de Lietsche gi wëll Déieren un,

Wouvun as s'am ofsten nët en Hoor dobannen hun,

Dobannen hun.
Hei weisen si e Riis, dee Sable frësst,

An do e schwaarze Mann, deen Tubak ësst;

All Wonner vun der Welt, déi ka mer hei gesin,

Nëmmen nët e Mensch, deen iech fir näischt géif eppes gin,

Géif eppes gin.

## Utilisation populaire
- La Hämmelsmarsch est sonnée toutes les heures par le carillon de l’église de Martelange, commune située dans le Pays d’Arlon, la partie de langue luxembourgeoise de Belgique, en province de Luxembourg.